# Вересоцвіті
Вересоцві́ті (Ericales) — великий і різноманітний порядок евдикотів групи айстеридів, до складу якого входять такі рослини як чай, хурма, чорниця, бразильський горіх і азалія. Порядок включає дерева, кущі, ліани та трав'янисті рослини. Разом із звичайними автотрофними рослинами, Вересоцвіті включають міко-гетеротрофні рослини, що не мають хлорофілу (наприклад, Sarcodes sanguinea) і хижі рослини (наприклад, сараценію).
У складі вересоцвітих 22 родини й приблизно 346 родів і 12005 видів.
Більшості видів притаманний віночок з п'ятьма пелюстками, що часто зростаються.

## Опис
Це невеликі дерева та чагарники, рідше багаторічні трави, часто більш чи менш мікотрофні. Деякі деревоподібні види (Petersianthus quadrialatus) досягають значних розмірів, до 60 м. Листки чергові, рідше супротивні або кільчасті, прості, цілісні, позбавлені прилистків. Судини з драбинчастою перфорацією, іноді з численними перекладинами. Квітки зібрані у китиці, маточково-тичинкові, рідше маточкові та тичинкові, актиноморфні. Чашолистків — п'ять, вільних або зрослих при основі, черепичастих або стулчастих. Пелюсток теж п'ять, вони зрослися у віночок з черепичастими або згорнутими лопатями, рідко пелюстки відсутні. Тичинок стільки ж як і пелюсток або їх у двічі більше, вони прикріплені до квітколожа або рідше до трубки віночка. Пиляки основою повернуті догори. Пилкові зерна 2-клітинні або іноді 3-клітинні.
Плоди — локуліцидні або септицидні коробочки, ягоди або кістянки. Насіння дрібне, з багатим ендоспермом і маленьким зародком.